# Trichodesma calcarata
Trichodesma calcarata är en strävbladig växtart som beskrevs av Ernest Saint-Charles Cosson. Trichodesma calcarata ingår i släktet Trichodesma och familjen strävbladiga växter. Inga underarter finns listade i Catalogue of Life.